# Ve Plus
Ve Plus (anteriormente llamado Venevisión Continental, Novelísima y Ve Plus TV) es un canal de televisión por suscripción latinoamericano de origen venezolano operado por Cisneros Media, perteneciente a la Organización Cisneros. Fue lanzado el 28 de agosto de 2000 como Venevisión Continental, renombrado el 1 de junio de 2008 como Novelísima, luego el 18 de julio de 2012 como Ve Plus TV y finalmente el 8 de marzo de 2017 como simplemente Ve Plus, es actualmente la señal internacional de la cadena venezolana Venevisión, contando con tres feeds, uno exclusivamente para Venezuela, uno para Estados Unidos y otro para Latinoamérica y Europa.

## Historia
Fue lanzado al aire el 28 de agosto de 2000 bajo el nombre de Venevisión Continental como la señal internacional de Venevisión. Fue inaugurada el 28 de agosto de 2000. Solía ofrecer una programación variada, la cual consistía en telenovelas, programas de entrevistas, noticiarios y otros espacios. 
El 27 de noviembre de 2007, la Organización Cisneros anuncia el lanzamiento de un nuevo canal llamado Venevisión Plus, a la vez que relanza a «Venevisión Continental» como «Novelísima» el 1 de junio de 2008. Tal como su nombre lo indica, la señal se centró en telenovelas y programas de entretenimiento enfocados a la cultura latinoamericana. Por ende, el canal retiró todo tipo de espacio de crítica, opinión política y noticiarios de su programación. 
Más adelante, se lanza dos señales localizadas del canal, llamadas Venevisión Plus Dominicana para República Dominicana, y VmasTV dirigida a Colombia.
El 18 de julio de 2012, los canales Novelísima y Venevisión Plus Dominicana fueron fusionados para relanzarse como Ve Plus TV. La programación tomaría prioridad a los programas de entretenimiento en vez de las telenovelas. Desde 2015, el canal suprimió de su programación los programas de entrevistas producidos en Miami, como Casos de familia y ¿Quién tiene la razón?, debido a la emisión de estos en el canal Glitz* hasta el cierre de éste último cerró en 2024. A su vez, se agregó más producciones locales hechas para Venevisión Plus, producidas en Venezuela.
El 24 de mayo de 2016, es lanzada la señal en alta definición de Ve Plus en el evento Bolivia Media Show del Grupo ISOS en Santa Cruz de la Sierra.
Desde el 8 de marzo de 2017, el nombre del canal fue simplificado a «Ve Plus» junto con una nueva imagen corporativa y nueva programación, junto con series anteriormente emitidas por Glitz. El canal también anuncia tener en planes una plataforma propia en línea denominada «Ve Plus Go».
El 5 de febrero de 2019 Cisneros Media anunció que, la señal de su filial hermana en Venezuela, Venevisión Plus, daría paso a la unificación con su filial internacional Ve Plus. La señal cesaría el 11 de febrero en horas de la madrugada (HLV), pero manteniendo su señal Feed para Venezuela a partir del 11 del mismo mes. Posteriormente, a partir del 13 de mayo del mismo año, Venevisión USA se une a la nomenclatura internacional de Cisneros Media, quedando como el feed estadounidense de Ve Plus.
En octubre de 2022, Ve Plus se une al conglomerado Venevisión Media con Andrés Badra al frente de la organización.

## Señales

### Ve Plus en República Dominicana
El 3 de septiembre de 2010 en República Dominicana el canal Novelísima fue destituido para lanzar una señal local como en Venezuela, que tiene por nombre Venevisión Plus Dominicana como un feed solo para ese país. El 18 de julio del 2012, Venevisión Plus Dominicana fue destituida para entrar en vigencia Ve Plus TV.

### Ve Plus en Colombia
El 1 de febrero de 2012 se lanzó una señal feed en sustitución de Novelísima, el canal VmasTV, siendo una señal solo para Colombia. El 1 de mayo de 2016, VmasTV fue sustituida para unificar su marca como Ve Plus TV Colombia.
El 29 de julio de 2016, las emisiones de Ve Plus TV Colombia, a dos meses de su renombre, cesaron sus transmisiones y el canal desapareció, dejando a Colombia solo con la emisión de la señal internacional.

### Ve Plus en Venezuela
En diciembre de 2007 se lanzó el proyecto piloto de Novelísima en Venezuela, llamado Venevisión Plus, quien sigue con un gran éxito en ese país. En ese momento aún seguía la señal de Venevisión Continental en Latinoamérica. Desde el 11 de febrero de 2019 Ve Plus unifica su señal con Venevisión Plus, y empieza a emitir en Venezuela. 

### Señal en alta definición
Es actualmente la primera señal en HDTV de la cadena de televisión venezolana Venevisión y de su canal internacional Ve Plus. Fue presentado e inaugurado el 24 de mayo de 2016 en el evento Bolivia Media Show del Grupo ISOS celebrado en Santa Cruz de la Sierra, Bolivia.
No era una señal espejo de su filial Ve Plus y contaba con una programación y horarios diferentes. A partir de 2018 emite en simultáneo con la señal en resolución estándar.

## Estructura de señales
- Señal Panregional: señal emitida para el resto de Latinoamérica y Europa. Se rigen por los horarios de Bogotá (UTC-5), Ciudad de Guatemala (UTC-6), Santo Domingo (UTC-4) y Madrid (UTC+2/+1 CET).
- Señal Venezuela: señal emitida para este país, sustituta de Venevisión Plus. Se rige por el horario de Caracas (UTC-4).
- Señal Estados Unidos: señal dirigida exclusivamente a la comunidad hispana en este país (misma franja horaria de Venevisión USA). Se rige por el horario de Miami (UTC-5/-4).

Notas
- La señal Panregional es emitida en alta definición de forma nativa en simultáneo con la señal en resolución estándar.

## Programación
Su programación se basa en telenovelas, programas de humor, concursos y variedades del canal venezolano Venevisión y Venevisión Plus, además de la productora Cisneros Media/Venevisión Internacional. Siendo como una señal internacional de Venevisión, esta no tiene en su grilla programas sobre política, noticias, deportes y opinión, pero se basa en programas de entretenimiento y variedades venezolano para el mundo.

## Logotipos
| Logotipo usado desde 2000 a 2008 | Logotipo usado desde 2012 a 2017 | Logotipo usado desde 2017 (En Venezuela es usado desde 2019) |
| -------------------------------- | -------------------------------- | ------------------------------------------------------------ |